# Europhilie

Drapeau européen utilisé par l'Union européenne.

Une attitude pro-européenne, europhile ou européiste est une position favorable à l'Union européenne et plus généralement à l'approfondissement de l'intégration européenne. Elle se manifeste principalement dans le contexte d'un débat sur le statut présent et à venir de l'Union européenne et sur ses politiques.
En pratique, le terme est utilisé comme un antonyme d'euroscepticisme.

## Histoire
Le concept d'européisme est utilisé par Jules Romains en 1915, pour désigner une propension en faveur du fédéralisme européen, de la construction et de l'intégration européenne, ainsi que de l'établissement d'une Europe laïque, par opposition à la vieille chrétienté d'autrefois.
Une position pro-européenne est considéré par certains comme la volonté de dépasser les nations et par extension les États-nations qui seraient ainsi réduits en simples États composant une Europe fédérale. Elle prônerait donc l'émergence d'une supernation européenne.

## Partis politiques en faveur de l'intégration européenne
Au sein de l'hémicycle du Parlement européen, un certain nombre de groupes et de partis politiques intègrent dans leurs statuts des objectifs de renforcement de la construction européenne :

### Au niveau européen
- Parlement européen : Parti de l'Alliance des libéraux et des démocrates pour l'Europe, Parti démocrate européen , Parti populaire européen, Parti socialiste européen
- Europe : Parti fédéraliste européen, Union des fédéralistes européens, Volt Europa, Parti pirate européen

### États membres de l'UE
- Allemagne : Union chrétienne-démocrate d'Allemagne, Parti social-démocrate d'Allemagne, Alliance 90/Les Verts, Parti libéral-démocrate, Union chrétienne-sociale en Bavière
- Autriche : Parti populaire autrichien, Parti social-démocrate d'Autriche, NEOS - La nouvelle Autriche et le Forum libéral, Les Verts - L'Alternative verte
- Belgique : Mouvement réformateur, Open Vlaamse Liberalen en Democraten, Parti socialiste, Vooruit, Les Engagés, Christen-Democratisch en Vlaams, Ecolo, Groen
- Bulgarie : Nous continuons le changement, Citoyens pour le développement européen de la Bulgarie, Union des forces démocratiques, Démocrates pour une Bulgarie forte
- Croatie : Union démocratique croate, Parti social-démocrate de Croatie, Parti paysan croate, Diète démocrate istrienne, Alliance civique libérale
- Danemark : Social-démocratie, Venstre, Parti social-libéral danois, Parti populaire conservateur
- Espagne[4] : Parti populaire, Parti socialiste ouvrier espagnol, Ciudadanos
- Estonie : Parti de la réforme d'Estonie, Parti social-démocrate, Isamaa, Parti vert estonien
- Finlande : Parti de la coalition nationale, Parti social-démocrate de Finlande, Parti du centre, Ligue verte
- France[5],[6] : Renaissance, Agir, la droite constructive, Mouvement démocrate, Les Républicains, Parti socialiste, Europe Écologie Les Verts, Nouvelle Donne, Parti radical, Parti radical de gauche, Union des démocrates et indépendants, Place Publique, Parti pirate (France), Soyons Libres, La France audacieuse, Fédération progressiste, Horizons, La Convention
- Grèce : Nouvelle Démocratie, Mouvement socialiste panhellénique, SYRIZA
- Hongrie : Parti Respect et liberté, Coalition démocratique, Mouvement Momentum, Parti socialiste hongrois, Jobbik, LMP – Parti vert de Hongrie, Dialogue – Le Parti des Verts, Parti libéral hongrois
- Irlande : Fianna Fáil, Fine Gael, Parti travailliste, Parti vert
- Italie[7] : Parti démocrate, Forza Italia, Italia Viva, +Europa
- Lettonie : Unité, Les Progressistes, Développement letton
- Lituanie : Union de la patrie - Chrétiens-démocrates lituaniens, Parti social-démocrate lituanien, Mouvement libéral
- Luxembourg : Parti populaire chrétien-social, Parti ouvrier socialiste luxembourgeois, Parti démocratique, Les Verts
- Malte : Parti nationaliste, Parti travailliste
- Pays-Bas : Parti populaire libéral et démocrate, Parti travailliste, Nouveau Contrat social, Démocrates 66, Appel chrétien-démocrate, Gauche verte
- Pologne : Plate-forme civique, Pologne 2050, Parti paysan polonais, Nouvelle Gauche, .Moderne
- Portugal : Parti social-démocrate, Parti socialiste, Initiative libérale, Libre, Personnes–Animaux–Nature
- République tchèque : Maires et Indépendants, TOP 09, Parti pirate, Union chrétienne démocrate - Parti populaire tchécoslovaque, Social-démocratie, Parti vert
- Roumanie : Parti national libéral, Union sauvez la Roumanie, Parti social-démocrate, Union démocrate magyare de Roumanie, Parti Mouvement populaire, Renouvelons le projet européen en Roumanie
- Slovaquie : Slovaquie progressiste, Mouvement chrétien-démocrate, Slovaquie, HLAS – social-démocratie, Démocrates, Pour le peuple
- Slovénie : Mouvement pour la liberté, Sociaux-démocrates, Nouvelle Slovénie, Parti démocrate des retraités slovènes, Parti populaire slovène
- Suède : Parti social-démocrate suédois des travailleurs, Modérés, Parti du centre, Les Libéraux, Chrétiens-démocrates

### États non-membres de l'UE
- Albanie : Mouvement socialiste pour l'intégration, Parti de l'Union pour les droits de l'homme, Parti démocrate d'Albanie, Parti républicain d'Albanie, Parti socialiste d'Albanie
- Arménie : Parti libéral démocrate arménien, Héritage
- Biélorussie : Front populaire biélorusse
- Géorgie : Mouvement national uni, Pour la Géorgie, Lelo pour la Géorgie, Géorgie européenne
- Islande : Alliance, Avenir radieux, Renaissance
- Macédoine du Nord : VMRO-DPMNE, Union sociale-démocrate de Macédoine, Nouveau Parti social-démocrate, Union démocratique pour l'intégration
- Moldavie : Parti action et solidarité, Parti démocrate de Moldavie, Parti libéral, Parti libéral-démocrate de Moldavie
- Monténégro : Europe maintenant !, Parti démocratique des socialistes du Monténégro, Parti libéral du Monténégro, Parti social-démocrate du Monténégro
- Norvège : Parti conservateur, Parti travailliste, Venstre
- Royaume-Uni : Libéraux-démocrates, Parti vert écossais, Parti vert de l'Angleterre et du pays de Galles, Plaid Cymru, Parti national écossais, Parti social-démocrate et travailliste, Parti unioniste progressiste, NI21
- Russie : Iabloko
- Serbie : Ligue des sociaux-démocrates de Voïvodine, Mouvement serbe du renouveau, Parti démocrate, Parti libéral-démocrate, Parti progressiste serbe, Parti socialiste de Serbie, Serbie unie
- Suisse : Les Verts, Parti libéral-radical, Parti socialiste suisse, Vert'libéraux
- Turquie : Le Bon Parti, Parti de la démocratie et du progrès, Parti de la gauche démocratique, Parti démocrate, Parti démocratique des peuples, Parti républicain du peuple
- Ukraine : Serviteur du peuple, Solidarité européenne, Union panukrainienne « Patrie », Voix, Samopomitch, Front populaire

### Lectures approfondies
- (en) Manuela Caiani et Simona Guerra, Euroscepticism, Democracy and the Media : Communicating Europe, Contesting Europe, Springer, coll. « Palgrave Studies in European Political Sociology », 2017, 284 p. (ISBN 978-1-137-59643-7, lire en ligne)
- Regards croisés sur l'intégration européenne, vol. 1, Louvain, Presses universitaires de Louvain, coll. « Mémoire(s) d'Europe », 2011, 198 p. (ISBN 978-2-87463-267-9)
- (en) Cécile Leconte, Understanding Euroscepticism, Palgrave Macmillan, coll. « The European Union Series », 2010, 272 p. (ISBN 978-1-137-05633-7, lire en ligne)